# Kensico Reservoir
Kensico Reservoir – zbiornik retencyjny w stanie Nowy Jork, w hrabstwie Westchester, należący do sieci wodociągowej miasta Nowy Jork, oddany do użytku w 1915 r.
Zbiornik jest zlokalizowany ok. 15 mil do Nowego Jorku. Jego powierzchnia wynosi 2140 akrów (8,7 km2), maksymalna głębia to 144 stopy (44 m), średnia głębokość zaś to 44 stopy (13 m). Zbiornik mieści 36 000 000 galonów amerykańskich (140 000 m3) wody.
Zbiornik otrzymuje wodę z West Branch Reservoir poprzez Akwedukt Delaware, który przechodzi przez zbiornik i uchodzi z niego w północnej części, biegnąc dalej w tym kierunku do Hillview Reservoir, gdzie kończy swój bieg.
Jezioro posiada połączenie wodne z jeziorami: Kensico oraz Rye.